# 조선인민군 (신문)
《조선인민군》(朝鮮人民軍)은 조선민주주의인민공화국의 일간 신문으로 국방성(옛 이름 인민무력성)의 기관지이다. 1948년 7월 10일에 창간되었다. 조선인민군 소속 군부대에서만 구독할 수 있으며 일반인들은 구독이 불가능하다.
1997년에 김정일이 조선로동당 중앙위원회 총비서로 취임한 뒤부터 조선민주주의인민공화국에서는 군사를 우선시하는 선군정치 사상이 강조되면서 군부의 영향력이 확대되었다. 조선로동당의 기관지인 《로동신문》이 제시한 군사, 국방 관련 정책이나 정치 사상 교육을 군부에 침투시키는 내용을 담은 기사가 게재되어 있다. 1995년부터 2012년까지는 매년 1월 1일에 조선로동당의 기관지인 《로동신문》, 김일성-김정일주의청년동맹의 기관지인 《청년전위》와 함께 신년공동사설을 게재했다.

## 같이 보기
- 조선민주주의인민공화국의 신문
- 조선민주주의인민공화국의 통신